# Синагога Бет-га-мідраш
Синагога Бет-га-мідраш (івр. בית המדרש, чеськ. synagoga Bet ha-midraš) — колишня синагога в Простейові, Чехія.

## Iсторія
Синагога була побудована в 1836 році і використовувалася єврейською громадою Простейова до 1939 року. У 1951—1963 та 2004—2018 роках будівля використовувалася православною християнською громадою. З 1998 року він охороняється як культурний пам'ятник Чеської Республіки.